# Tybaertiella krugeri
Tybaertiella krugeri är en spindelart som först beskrevs av Simon 1894.  Tybaertiella krugeri ingår i släktet Tybaertiella och familjen täckvävarspindlar. Inga underarter finns listade i Catalogue of Life.